# Ginestet
Ginestet é uma comuna francesa na região administrativa da Nova Aquitânia, no departamento Dordonha. Possui uma área de 13,06 km² e 737 habitantes (censo de 1999), perfazendo uma densidade demográfica de 56 hab/km².	